# Pehr Forsskål
Pehr Forsskål (født 11. januar 1732 i Helsingfors, Finland, død 11. juli 1763 i Jerim Yemen) var en finsk/svensk naturforsker og orientalist, fortaler for oplysningstidens idéer.
Faderen Johan Forsskål der af fødsel var finne, var ved Pehr Forsskåls fødsel præst i Helsingfors.

## Uddannelse
Han studerede først i Uppsala, senere under Johann David Michaelis i Göttingen teologi, filosofi og østerlandske sprog med den tanke at blive præst, men var ved siden af en af Carl von Linnés elever. 
I Göttingen disputerede han 1756 om et filosofisk emne for doktorgraden.

## Medlem af den danske ekspedition tilArabia Felix, Det lykkelige Arabien
Efter sin hjemkomst til Uppsala fik han, der var en kritisk og skeptisk natur, en række alvorlige ubehageligheder i anledning af en frisindet afhandling: «Tankar om den medborgerliga friheten» (1759).
Han blev stemplet som et uroligt hoved, der satte sig op mod den borgerlige orden og bestående indretninger, og da der fra Danmark i oktober 1759 kom tilbud til ham om at følge en videnskabelig ekspedition til Orienten som naturforsker og sproglærd, greb han, for hvem udsigterne i hjemmet til en stilling i statens tjeneste var blevet dårlige, med glæde dette tilbud.
Planen til ekspeditionen stammede fra Michaelis, men var overtaget  af statsministeren J. H. E. Bernstorff  og gik ud på en gennemforskning af Orienten for at samle materialier til forståelse og kritisk oversættelse af Bibelen.
Ekspeditionens medlemmer skulle være: en orientalsk sprogforsker, en naturhistoriker, en matematiker og geograf, en læge og en tegner.
Forsskål, der blev udnævnt til dansk professor, opnåede først hen på sommeren 1760 at få sit pas og rejste derpå til København, hvor han udgav et nyt oplag af sin Göttinger-disputats.
1761 tiltrådtes rejsen med orlogsskibet «Grønland», og efter at have anløbet en del havne og øer i Middelhavet (se hans Flora Egyptiaco-Arabica) kom ekspeditionen til Egypten, hvor den blev i længere tid.
Derefter fortsattes rejsen over Suez til Lohaia i det sydvestlige Arabien. Rejsen her er aflagt på Niebuhrs kort i «Flora Egyptiaco-Arabica»; den gik fra Lohaia syd på ned til Mokka og derfra ind i landet til Jerim i Jemen, hvor Forsskål døde 11. juli 1763. 
Klimaet, det anstrængende arbejde på den omtrent seks måneders rejse og de mange hindringer og ærgrelser, som han var udsat for fra de arabiske statholderes side, havde indvirket nedbrydende på hans helbred.

## Forsskåls arbejde udgives fra 1775 af Carsten Niebuhr
Han havde særlig sluttet sig til  Carsten Niebuhr, ingeniørofficer i dansk tjeneste, og denne samlede efter hans død hans på omkring 1800 større og mindre papirstykker, nedskrevne videnskabelige, zoologiske og botaniske, optegnelser og udgav dem i årene 1775 og 1776 i tre værker:
- Descriptiones animalium
- Flora Egyptiaco-Arabica
- Icones rerum naturalium

Forsskål havde også samlet omfattende prøver af flora og fauna på rejsen som i alt kom til at fylde over syv store trækasser. Det lykkedes Niebuhr at sende det en stor del af dette til København, hvor de bliver overgivet til Københavns Universitet. Men den naturvidenskabelige professor Ascanius lader dem stå urørte. Først i 1770 da Johann Friedrich Struensee afskeder denne bliver kasserne åbnet, men da er det meste af samlingen gået til i råd og svamp. I dag eksisterer kun ganske få genstande fra samlingen, de findes i Zoologisk Museum i København.
Forsskåls opdagelser var stadig den vigtigste kilde til viden om floraen og faunaen i Jemen og nærliggende områder langt op i 1800-tallet, men de fleste af hans opdagelser blev ikke anerkendt før det biografiske arbejde af Henrik Schück Från Linnés Tid. Peter Forsskål (Stockholm, 1923) udkom i 1923, men da var opdagelserne for længst forældede.
Standard-auktorbetegnelse for arter beskrevet af Pehr Forsskål: Forssk.